# Armée d'Alsace
L'armée d'Alsace est une unité éphémère de l'armée de terre française qui a combattu durant la Première Guerre mondiale.

## Création et différentes dénominations
- 11 août 1914 : création de l'armée d'Alsace
- 28 août 1914 : dissolution de l'armée d'Alsace
- 28 août 1914 : création du groupement des Vosges à la suite de la dissolution de l'armée d'Alsace
- 22 octobre 1914 : 34e Corps d'Armée
- 8 décembre 1914 : détachement d'Armée des Vosges ou détachement d'Armée Putz
- 4 avril 1915 : 7e Armée

## Commandement

### Chefs de l'armée d'Alsace
- Août 1914 : général Pau

## Composition
La liste ci-dessous donne la constitution de l'armée entre le 11 et 28 août 1914,.
7e corps d'armée
- Éléments organiques
  - Quartier général du corps d'armée
  - Groupe des parcs
  - Groupe des convois
  - Train de combat

- Éléments non endivisionnés
  - Réserve d'infanterie
    - 352e régiment d'infanterie
    - 45e bataillon de chasseurs
    - 55e bataillon de chasseurs
    - 7e, 11e et 12e compagnies de chasseurs forestiers

  - Cavalerie : 4 escadrons du 11e régiment de chasseurs
  - Artillerie : 4 groupes du 5e régiment d'artillerie (France)
  - Génie : compagnies 7/3 et 7/4 du 7e bataillon du génie.

- 14e division d'infanterie
  - Quartier général de la division
  - 27e brigade d'infanterie
    - État major
    - 44e régiment d'infanterie
    - 60e régiment d'infanterie

  - 28e brigade d'infanterie
    - État major
    - 35e régiment d'infanterie
    - 42e régiment d'infanterie

  - Artillerie divisionnaire : 3 groupes du 47e régiment d'artillerie
  - Cavalerie : 1 escadron du 11e régiment de chasseurs
  - Génie : compagnie 7/1

- 41e division d'infanterie (général Superbie)
  - Quartier général de la division
  - 81e brigade d'infanterie (général Bataille)
    - État major
    - 5e bataillon de chasseurs
    - 15e bataillon de chasseurs
    - 152e régiment d'infanterie

  - 82e brigade d'infanterie (colonel Coste)
    - État major
    - 23e régiment d'infanterie
    - 133e régiment d'infanterie

  - Artillerie divisionnaire : 3 groupes du 4e régiment d'artillerie
  - Cavalerie : 1 escadron du 11e régiment de chasseurs
  - Génie : compagnie 7/2

- 63e division d'infanterie de réserve (à partir du 26 août 1914)
  - Quartier général de la division
  - 125e brigade d'infanterie
    - État major
    - 216e régiment d'infanterie
    - 238e régiment d'infanterie
    - 298e régiment d'infanterie

  - 126e brigade d'infanterie
    - État major
    - 292e régiment d'infanterie
    - 305e régiment d'infanterie
    - 321e régiment d'infanterie

  - Artillerie divisionnaire : 3 groupes
  - Cavalerie : 2 escadrons
  - Génie : compagnie 13/13

- Brigade de chasseurs indigènes (général Ditte)[3]
  - 1er régiment de chasseurs indigènes (lieutenant colonel Touchard)
  - 2e régiment de chasseurs indigènes

8e division de cavalerie
1er groupe de divisions de réserve
Cinq groupes alpins
44e division d'infanterie

## Historique
Le général Joffre prend la décision de créer cette armée à l'extrémité droite du dispositif français le 9 août 1914 du fait des hésitations du commandant du 7e corps d'armée (le général Bonneau) qui le rendaient incapable de reprendre l'offensive après la prise de Mulhouse ce qui constituait une menace pour la Ire armée.